# Chondrostereum
Chondrostereum — рід грибів родини ципеллові (Cyphellaceae). Назва вперше опублікована 1959 року.

## Класифікація
До роду Chondrostereum відносять 4 види:
- Chondrostereum coprosmae
- Chondrostereum himalaicum
- Chondrostereum purpureum
- Chondrostereum vesiculosum